# Andrzej Zbucki
Andrzej Zbucki (ur. 1944) – polski nauczyciel i działacz społeczny, wicewojewoda elbląski (1990–1993), konsul handlowy RP w Królewcu (od 1993 do 2005).

## Życiorys
Ukończył II Liceum Ogólnokształcące im. Kazimierza Jagiellończyka w Elblągu, następnie studia historyczne oraz podyplomowe z dziedziny ekonomii. Pracował jako nauczyciel w elbląskich szkołach, był także działaczem Stronnictwa Demokratycznego (sekretarzem, następnie przewodniczącym, jego Wojewódzkiego Komitetu) oraz radnym i przewodniczącym Komisji Zaopatrzenia Ludności, Ochrony Konsumentów oraz Usług i Rzemiosła Wojewódzkiej Rady Narodowej w Elblągu (1988–1990). W styczniu 1990 został wicewojewodą elbląskim z nominacji SD. Był członkiem Rady Naczelnej SD. W wyborach z 1991 bez powodzenia ubiegał się o mandat posła w okręgu elbląsko–olsztyńskim. W późniejszym okresie sprawował funkcję konsula handlowego RP w Królewcu.
W 2013 roku był doradcą ówczesnego prezesa Grupy Lotos.